# Antonio Prior
Antonio Prior Martínez, nacido en Torreagüera el 12 de agosto de 1913 y fallecido el 11 de julio de 1961, fue un ciclista español, profesional entre 1933 y 1943. Se nacionalizó francés en 1949. Su hermano Francisco también fue ciclista.

## Palmarés
1936
- Trofeo Masferrer
- Seis días de Buenos Aires (con Rafael Ramos)

1937
- 3 etapas de la Vuelta a Marruecos

## Resultados en las grandes vueltas
| Carrera         | 1933 | 1934 | 1935 | 1936 | 1937 | 1938 | 1939 | 1940 | 1941 | 1942 | 1943 |
| --------------- | ---- | ---- | ---- | ---- | ---- | ---- | ---- | ---- | ---- | ---- | ---- |
| Giro de Italia  | -    | -    | -    | -    | -    | -    | -    | -    | -    | -    | -    |
| Tour de Francia | -    | -    | 32º  | -    | Ab.  | Ab.  | -    | -    | -    | -    | -    |
| Vuelta a España | -    | -    | -    | -    | -    | -    | -    | -    | -    | -    | -    |
| Mundial en Ruta | -    | -    | -    | -    | -    | -    | -    | -    | -    | -    | -    |